# Sonet 134 (William Szekspir)

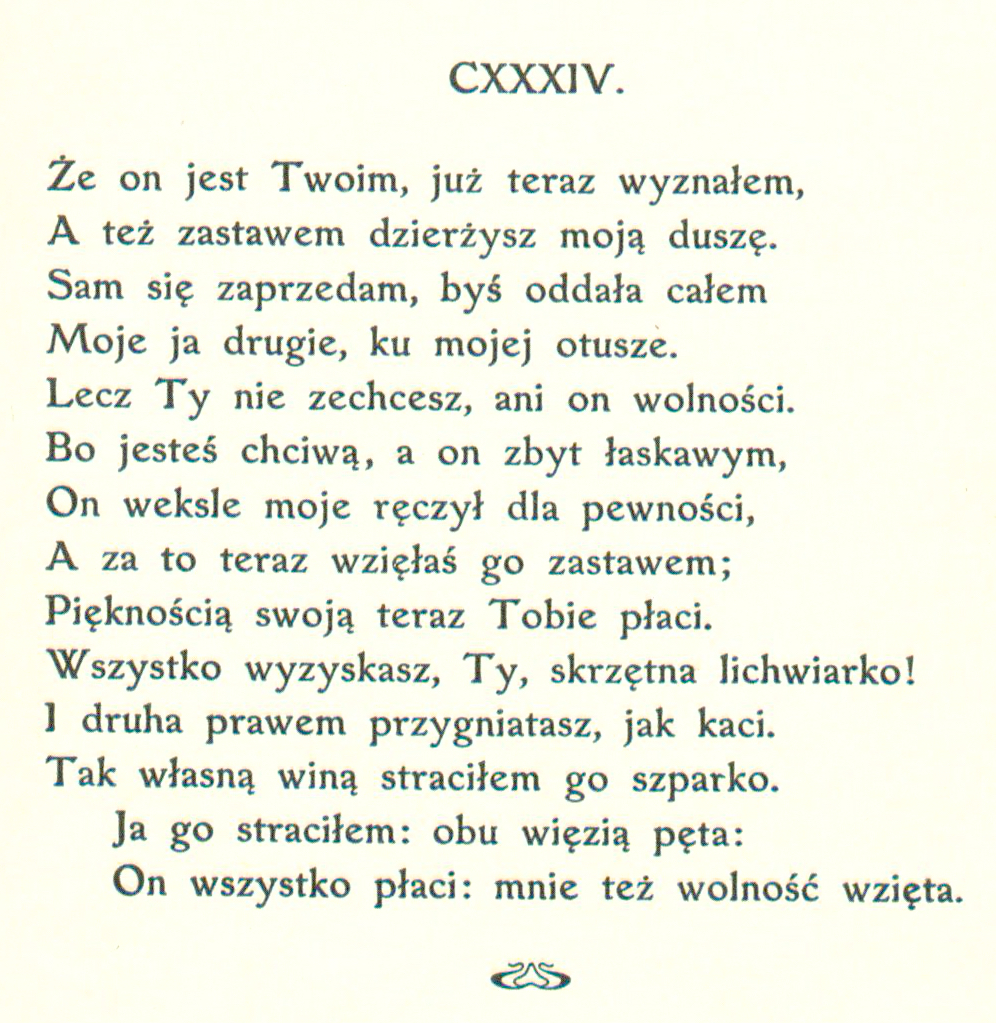
Pierwszy przekład sonetu 134 na język polski z 1913 przez ks. Marię Sułkowską.

So now I have confessed that he is thine,

And I my self am mortgaged to thy will,

Myself I'll forfeit, so that other mine

Thou wilt restore to be my comfort still:

But thou wilt not, nor he will not be free,

For thou art covetous, and he is kind;

He learned but surety-like to write for me,

Under that bond that him as fast doth bind.

The statute of thy beauty thou wilt take,

Thou usurer, that put'st forth all to use,

And sue a friend came debtor for my sake;

So him I lose through my unkind abuse.

Him have I lost; thou hast both him and me:
He pays the whole, and yet am I not free.

Że on jest Twoim, już teraz wyznałem,

A też zastawem dzierżysz moją duszę.

Sam się zaprzedam, byś oddała całem

Moje ja drugie, ku mojej otusze.

Lecz Ty nie zechcesz, ani on wolności.

Bo jesteś chciwą, a on zbyt łaskawym,

On weksle moje ręczył dla pewności,

A za to teraz wzięłaś go zastawem;

Pięknością swoją teraz Tobie płaci.

Wszystko wyzyskasz, Ty, skrzętna lichwiarko!

I druha prawem przygniatasz, jak kaci.

Tak własną winą straciłem go szparko.

Ja go straciłem: obu więzią pęta:
On wszystko płaci: mnie też wolność wzięta.

Sonet 134 (incipit SO now I haue confeſt that he is thine) – jeden z cyklu 154 sonetów autorstwa Williama Szekspira. Po raz pierwszy został opublikowany w 1609 roku.
Sonet 134 jest kontynuacją sonetu 133.

## Treść
W sonecie tym podmiot liryczny, przez niektórych badaczy utożsamiany z autorem, kontynuuje opis mrocznego uwikłania jego oraz Młodzieńca przez Czarną  Damę. Cechą charakterystyczną sonetu są prawne metafory. Miłość opisana w tym sonecie nie ma nic wspólnego z inspirującym i magicznym doświadczeniem, ale jest jedynie plugawym uwięzieniem w seksualnym i emocjonalnym szantażu.

## Polskie przekłady
| 1913 |  | Tak więc, że on jest twym, rzekłem ci o tem.   |  | Maria Sułkowska     | [ 10 ] |
| 1922 |  | Że on jest twoim, już teraz wyznałem,          |  | Jan Kasprowicz      | [ 4 ]  |
| 1948 |  | Wyznałem: On jest Twoim, ja również swą biedną |  | Władysław Tarnawski | [ 11 ] |
| 1968 |  | On już twój sam przyznaję ci, a ja w zastawie  |  | Marian Hemar        | [ 12 ] |
| 1979 |  | Skoro wyznałem już, że on jest twoim,          |  | Maciej Słomczyński  | [ 13 ] |
| 2011 |  | Tak więc, prz do ciebie należy;                |  | Stanisław Barańczak | [ 7 ]  |
| 2015 |  | Tak więc – przyznałem, że w nim masz już sługę |  | Ryszard Długołęcki  | [ 14 ] |